# San Mamés de Burgos
San Mamés de Burgos ist eine 310 Einwohner (Stand: 2024) zählende Gemeinde der Provinz Burgos in der Autonomen Gemeinschaft Kastilien-León (Castilla y León), Spanien. Sie gehört zur Comarca Alfoz de Burgos.
Die Gemeinde setzt sich aus dem Hauptort San Mamés und der weiteren Ortschaft Quintanilla de las Carretas zusammen.

## Lage
San Mamés de Burgos liegt etwa neun Kilometer westlich vom Stadtzentrum von Burgos. Der Río Arlanzon begrenzt die Gemeinde im Norden. 

## Bevölkerungsentwicklung
| Jahr      | 1970 | 1981 | 1991 | 2001 | 2011 | 2021 |
| Einwohner | 207  | 144  | 134  | 230  | 305  | 318  |

## Sehenswürdigkeiten
- Kirche San Mamés
- Kirche San Miguel Arcángel in Quintanilla de las Carretas

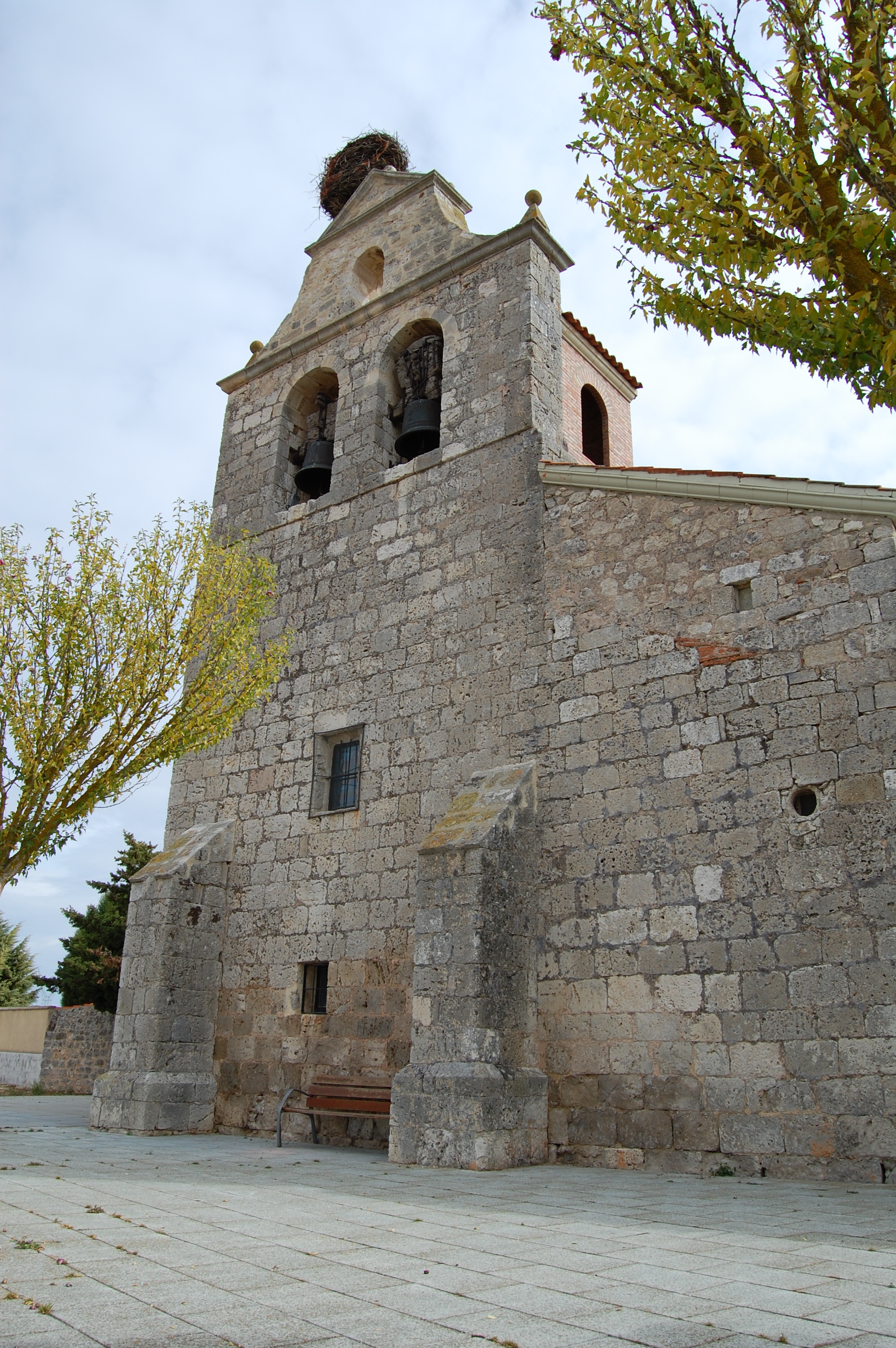
Kirche San Mamés